# Leucocintractia affinis
Leucocintractia affinis är en svampart som först beskrevs av Peck, och fick sitt nu gällande namn av M. Piepenbr. 2000. Leucocintractia affinis ingår i släktet Leucocintractia och familjen Anthracoideaceae.   Inga underarter finns listade i Catalogue of Life.